# Supercupa Bosniei și Herțegovinei
Supercupa Bosniei și Herțegovinei a fost o competiție anuală de fotbal din Bosnia și Herțegovina, în care jucă câștigătoarea campionatului (Premijer Liga) și câștigătoarea cupei (Cupa Bosniei și Herțegovinei). A fost o competiție de o singură fază, jucată în una sau două manșe. Competiția a fost formată în 1997, și a avut doar 4 ediții, iar ediția a 5-a ce urma să aibă loc în 2001 nu s-a mai jucat deoarece a câștigat eventul.

## Ediții
Lista edițiilor:
| An   | Câștigătoare                   | Pierdantă                      | Rezultat                       | Note                           |
| ---- | ------------------------------ | ------------------------------ | ------------------------------ | ------------------------------ |
| 1997 | Čelik                          | Sarajevo                       | 3-1, 0-2                       | dublă-manșă                    |
| 1998 | Željezničar                    | Sarajevo                       | 4-0                            | o singură manșă                |
| 1999 | Sarajevo                       | Bosna (V)                      | 2-2 (4-5 pen)                  | o singură manșă                |
| 2000 | Brotnjo                        | Željezničar                    | 0-0, 1-3                       | dublă-manșă                    |
| 2001 | Željezničar a câștigat Eventul | Željezničar a câștigat Eventul | Željezničar a câștigat Eventul | Željezničar a câștigat Eventul |

În următorii ani, cluburile nu a putut conveni asupra unei date pentru a juca Supercupa, deși Asociația de Fotbal a Bosniei-Herțegovina încerca să le sugereze să o joace înainte de începerea sezonului următor.